# Gastos generales
En un negocio o proyecto de cualquier tipo se denominan gastos o costes generales, en inglés overhead (abreviado de overhead cost u overhead expense), al gasto por el mero hecho de tener una actividad en funcionamiento. 
Ejemplos de ello son los costes de gas, electricidad, limpieza, alquiler o el sueldo de los trabajadores. El término se suele utilizar para englobar los gastos necesarios para no cesar la actividad, pero que no están directamente relacionados con los productos o servicios que se ofrecen, es decir, no aumentan los beneficios de la empresa. 
Los gastos generales son costes sobre el estado de resultados, con excepción del trabajo directo, materiales directos y gastos directos. Los gastos generales incluyen gastos de contabilidad, depreciación, seguros, intereses, tarifas legales, reparaciones, alquiler, materiales adquiridos, impuestos, facturas de teléfono, gastos utilitarios y viajes.